# Sarcophaga elongata
Sarcophaga elongata är en tvåvingeart som beskrevs av Aldrich 1916. Sarcophaga elongata ingår i släktet Sarcophaga och familjen köttflugor. Inga underarter finns listade i Catalogue of Life.